# Tatort: Tödlicher Treff
Tödlicher Treff ist die 210. Folge der Fernsehreihe Tatort. Die vom Süddeutschen Rundfunk produzierte Folge wurde erstmals am 4. September 1988 im Ersten Programm der ARD ausgestrahlt. Für Kriminalhauptkommissar Hans Schreitle (Horst Michael Neutze) ist es der dritte und letzte Fall als Hauptermittler. Es geht um den Mord an dem Computerfachmann einer Großfirma und einen weiteren Mord an einem Mitglied der Geschäftsleitung.

## Handlung
Georg Tüsing, der Computerfachmann einer Stuttgarter Firma, ertappt abends in der Firma einen Einbrecher, den er erkennt und der ihn daraufhin erschießt. Die Leiche wird am nächsten Morgen von seiner Kollegin Johanna Laufenberg gefunden. Schreitle beginnt mit den Ermittlungen, der Geschäftsführende Direktor der Firma, Bruno Erklentz, dessen Daten vom Täter beim Einbruch ausspioniert worden waren, stellt ihm Laufenberg während dessen Ermittlungen in der Firma als Ansprechpartnerin zur Seite. Laufenberg und der Verkaufschef Zoller, mit dem sie ein heimliches Verhältnis hat, erklären Schreitle, dass Tüsing die Personaldatei geführt und die Aufgabe hatte, zu ermitteln, wer in der Firma effektiv oder uneffektiv arbeitete. Zudem hatte er in seinem PC sämtliche Daten der Mitarbeiter. Schreitle und seine Assistenten suchen Tüsings Privatwohnung auf, Tüsing war verwitwet, ein nennenswertes Privatleben scheint er nicht gehabt zu haben, dafür finden die Beamten in seiner Wohnung eine originalgetreue Kopie seines Büros, auf dem Computer zu Hause sind sämtliche Daten über die Mitarbeiter der Firma wie auf seinem Firmen-PC gespeichert. Schreitle und seine Assistentin Karin Beisel finden heraus, dass Tüsing zu Hause zusätzlich private Informationen über seine Kollegen gesammelt und archiviert hat, lediglich die Dossiers über Erklentz und Zoller sind ausgesprochen harmlos. Schreitle sucht Erklentz auf, dieser gibt sich ahnungslos über die Dossiers, aber Schreitle ist überzeugt, dass er Tüsing angewiesen hat, diese anzulegen.
Zoller und Laufenberg verlassen zusammen die Firma, argwöhnisch beobachtet von ihrem Kollegen Walter Salbach. Schreitle und Beisel finden unterdessen heraus, dass Tüsing ein äußerst negatives Dossier über Laufenberg erstellt und dort auf das Verhältnis mit Zoller verwiesen hatte, in Zollers Dossier ist darüber nichts zu finden, die Beamten schließen daraus, dass das Dossier von Zoller manipuliert worden sein muss. Laufenberg gibt Schreitle gegenüber zu, ein Verhältnis mit Zoller zu haben, kurz darauf werden Schreitle und Zoller von der Nachricht über die Berufung Zollers in die Geschäftsleitung überrascht. Hingegen legt Erklentz in einem persönlichen Gespräch Laufenberg nahe, sich nach einer anderen Firma umzusehen, da sie in seiner Firma nicht die Aufstiegschancen wie Zoller habe, aber dazu befähigt sei, Laufenberg reagiert enttäuscht. Als Laufenberg Zoller, den sie hinter der Entscheidung vermutet, zur Rede stellen will, macht er mit ihr Schluss, Schreitle beobachtet die Szene. Gegenüber Schreitle gibt sich Laufenberg bezüglich des Vorfalls und Zoller im Allgemeinen zugeknöpft, sie gibt ihm allerdings den Hinweis, dass er sich gewisse in Tüsings Computer dokumentierte Buchungen aus der Firma ansehen solle. Zoller, der von Schreitles Kollegen beschattet wird, schlendert mit seiner neuen Geliebten, seiner Sekretärin Evelyn Trost, durch die Stadt, auch Laufenberg beobachtet das Paar. Schreitle und Beisel finden unterdessen heraus, dass in der Firma Scheinbuchungen dokumentiert sind, die von den reellen Buchungen abweichen.
Die von Zoller enttäuschte Johanna Laufenberg erhält in der Firma ein anonymes Schreiben mit der Aufforderung, nachts zu einem Treffpunkt zu kommen, wenn sie mehr über Zoller erfahren wolle, sie zeigt das Schreiben Walter Salbach, der darauf besteht, mitzukommen. Schreitle und Beisel suchen Erklentz auf und konfrontieren ihn damit, dass er sich durch die Scheinbuchungen auf Kosten seiner Firma um DM 2 Millionen bereichert hat, Erklentz streitet den Mord an Tüsing allerdings ab, obwohl Schreitle überzeugt ist, dass Tüsing ihn erpresst hat. Abends fahren Laufenberg und Salbach getrennt zum Treffpunkt mit dem ominösen Informanten, doch warten beide vergeblich, am nächsten Morgen wird dort in seinem Wagen erschossen Zoller aufgefunden. Zollers Witwe Marga sagt aus, dass ihr Mann abends noch einmal weggegangen sei, sie ist davon ausgegangen, dass ihr Mann zu einer anderen Frau ging, da sie wusste, dass er sie betrog. Erklentz unterrichtet Schreitle davon, dass die Konzernleitung ihn von allen Vorwürfen freigesprochen hat und ihn in eine Filiale nach Costa Rica versetzen will. Schreitle konfrontiert ihn damit, dass Zoller und nicht Tüsing ihn mit den Manipulationen erpresst hat, Erklentz gibt Schreitle hingegen einen Hinweis, dass Johanna Laufenberg, weil sie von Zoller ausgenutzt und abserviert wurde, ein Motiv hätte. Laufenberg sucht Schreitle kurz darauf auf und unterrichtet ihn von dem anonymen Schreiben und dem Treffen, sie beteuert, niemanden angetroffen zu haben und unschuldig zu sein. Sie erzählt Schreitle auch davon, dass sie Salbach eingeweiht hatte. Salbach sagt aus, dass er Laufenberg zu ihrer eigenen Sicherheit am Treffpunkt beobachtet hatte, auch er beteuert seine Unschuld. Salbach gibt zu, Zoller gehasst zu haben, er ist in Johanna Laufenberg verliebt und konnte es nicht ertragen, wie er sie ausgenutzt hat. Während sich Salbach und Johanna am Abend treffen und sich näher kommen, erfährt Schreitle, dass Tüsing und Zoller mit der gleichen Waffe, die Zoller gehörte, erschossen wurden.
Am nächsten Morgen sucht Salbach Schreitle auf und legt ein Geständnis bezüglich des Mordes an Zoller ab. Beisel teilt Schreitle unterdessen mit, dass in Zollers Haus der Schalldämpfer gefunden wurde, der beim Mord an Thüsing verwendet wurde. Schreitle und Beisel suchen Johanna Laufenberg auf und teilen ihr mit, dass Zoller Tüsings Mörder ist. Sie reagiert überrascht, ebenso darüber, dass Salbach ein Geständnis bezüglich des Mordes an Zoller abgelegt hat. Die Beamten rufen Salbach hinzu, der sein Geständnis wiederholt, doch Schreitle konfrontiert ihn und Johanna mit dem Schreiben, das Johanna an Zoller geschickt hatte, sie lotste ihn eine Stunde zuvor zum Treffpunkt, um ihn zu töten, die Beamten fanden den Brief in Zollers Haus. Johanna gesteht den Mord an Zoller und wird von Schreitle festgenommen.

## Hintergrund
Die Folge wurde in Stuttgart und München zwischen dem 3. August und dem 4. September 1987 gedreht.
Die nächste Tatort-Folge des SDR, Bienzle und der Biedermann, wurde erst im Jahr 1992 gesendet. In den Jahren 1989, 1990 und 1991 sind keine neuen Tatorte des SDR ausgestrahlt worden.

## Kritik
Die Kritiker der Fernsehzeitschrift TV Spielfilm beurteilen diesen Tatort nur mittelmäßig und kommentieren: „Nicht allzu konstruiert und ganz menschlich“.